# Speedski-Weltcup 2012
Der Speedski-Weltcup 2012 wurde vom 26. Februar bis 19. April 2012 ausgetragen. Es waren sieben Einzelwettbewerbe an sechs verschiedenen Orten in Europa und Nordamerika angesetzt.

## Teilnehmer
| Europa (14 Länder)                                                                | Europa (14 Länder)                                                                      | Europa (14 Länder) |
| --------------------------------------------------------------------------------- | --------------------------------------------------------------------------------------- | ------------------ |
| - Andorra - Deutschland - Frankreich - Finnland - Italien - Norwegen - Österreich | - Polen - Russland - Spanien - Schweden - Schweiz - Tschechien - Vereinigtes Königreich |                    |
| Amerika (1 Land)                                                                  |                                                                                         |                    |
| - Vereinigte Staaten                                                              |                                                                                         |                    |
| Asien (1 Land)                                                                    |                                                                                         |                    |
| - Japan                                                                           |                                                                                         |                    |

## Ergebnisse Herren

### Speed 1
| Datum      | Austragungsort    | Sieger               | Zweiter            | Dritter             |
| ---------- | ----------------- | -------------------- | ------------------ | ------------------- |
| 26.02.2012 | Grandvalira       | Klaus Schrottshammer | Philippe May       | Bastien Montes      |
| 09.03.2012 | Sun Peaks Resort  | Wettkampf abgesagt   | Wettkampf abgesagt | Wettkampf abgesagt  |
| 10.03.2012 | Sun Peaks Resort  | Wettkampf abgesagt   | Wettkampf abgesagt | Wettkampf abgesagt  |
| 15.03.2012 | Vars              | Klaus Schrottshammer | Ivan Origone       | Jedrzej Dobrowolski |
| 22.03.2012 | Hundfjället/Sälen | Klaus Schrottshammer | Philippe May       | Simone Origone      |
| 25.03.2012 | Idre              | Klaus Schrottshammer | Ivan Origone       | Simone Origone      |
| 19.04.2012 | Verbier           | Klaus Schrottshammer | Simone Origone     | Ivan Origone        |

### Wertung
| Rang | Name                 | Punkte |
| ---- | -------------------- | ------ |
| 01   | Klaus Schrottshammer | 0500   |
| 02   | Ivan Origone         | 0310   |
| 03   | Philippe May         | 0279   |
| 04   | Simone Origone       | 0254   |
| 05   | Bastien Montes       | 0216   |
| 06   | Radek Cermak         | 0185   |
| 07   | Reto Eigenmann       | 0171   |
| 08   | Christian Jansson    | 0165   |
| 09   | Jedrzej Dobrowolski  | 0110   |
| 10   | Ismaël Devenes       | 0104   |
| 11   | Jimmy Montes         | 097    |
| 12   | Ricardo Adarraga     | 080    |
| 13   | Daniel Andersson     | 071    |
| 14   | Nikolay Pimkin       | 069    |
| 15   | Daniel Persson       | 068    |
| 16   | Simon Billy          | 064    |

| Rang | Name                | Punkte |
| ---- | ------------------- | ------ |
|      | Petr Sterba         | 064    |
| 18   | Louis Billy         | 048    |
|      | Pavel Nuyanzin      | 048    |
| 20   | Mats Abrahamsson    | 038    |
|      | Eilif Ringnes       | 038    |
|      | Robert Samuelsson   | 038    |
| 23   | Jérôme Cantalupo    | 037    |
| 24   | Francesco Saldarini | 034    |
| 25   | Denis Sultan        | 032    |
| 26   | Evgeniy Cherevatiy  | 031    |
| 27   | Teemu Suominen      | 030    |
|      | Andreas Nussbaumer  | 030    |
| 29   | Magne Farstadvoll   | 029    |
| 30   | Julien Kipfer       | 028    |
| 31   | Christoph Prueller  | 026    |
| 32   | Casper Brostrand    | 025    |

| Rang | Name                | Punkte |
| ---- | ------------------- | ------ |
| 33   | Antonio Renaldo     | 023    |
| 34   | Stuart Macintosh    | 016    |
| 35   | Michal Prihoda      | 014    |
| 36   | Hiroshi Kawamata    | 012    |
| 37   | Cesare Pedrazzo     | 011    |
| 38   | Alexey Smoyan       | 010    |
|      | Pavel Tsapin        | 010    |
| 40   | Marc Poncin         | 09     |
| 41   | Stephan Schmid      | 07     |
|      | Andrea Anderlini    | 07     |
| 43   | Eric-François Gygax | 06     |
| 44   | Tommy Jechoux       | 05     |
| 45   | Nicolas Chapuis     | 04     |
| 46   | Christian Michel    | 03     |

### Speed Downhill
| Datum      | Austragungsort    | Sieger             | Zweiter            | Dritter            |
| ---------- | ----------------- | ------------------ | ------------------ | ------------------ |
| 26.02.2012 | Grandvalira       | Gregory Meichtry   | Stefano Bar        | Sebastian Lindblom |
| 09.03.2012 | Sun Peaks Resort  | Wettkampf abgesagt | Wettkampf abgesagt | Wettkampf abgesagt |
| 10.03.2012 | Sun Peaks Resort  | Wettkampf abgesagt | Wettkampf abgesagt | Wettkampf abgesagt |
| 15.03.2012 | Vars              | Gregory Meichtry   | Markus Münzer      | Herbert Fallmann   |
| 22.03.2012 | Hundfjället/Sälen | Gregory Meichtry   | Günther Foidl      | Stefano Bar        |
| 25.03.2012 | Idre              | Gregory Meichtry   | Stefano Bar        | Sebastian Lindblom |
| 19.04.2012 | Verbier           | Gregory Meichtry   | Markus Münzer      | Stefano Bar        |

### Wertung
| Rang | Name               | Punkte |
| ---- | ------------------ | ------ |
| 01   | Gregory Meichtry   | 0500   |
| 02   | Stefano Bar        | 0320   |
| 03   | Markus Münzer      | 0291   |
| 04   | Sebastian Lindblom | 0265   |
| 05   | Günther Foidl      | 0237   |
| 06   | Gerhard Peer       | 0217   |
| 07   | Zdenek Bartos      | 0172   |

| Rang | Name             | Punkte |
| ---- | ---------------- | ------ |
| 08   | Mathieu Sage     | 0113   |
| 09   | Jan Farrell      | 0104   |
| 10   | Herbert Fallmann | 084    |
| 11   | Daniil Gromov    | 058    |
| 12   | Benja Hedley     | 056    |
| 13   | Josef Stangl     | 055    |
| 14   | Stéphane Bertuin | 044    |

| Rang | Name                  | Punkte |
| ---- | --------------------- | ------ |
| 15   | Manfred Stangl        | 042    |
| 16   | Marc Poncin           | 029    |
| 17   | Dominick Jechoux      | 026    |
| 18   | Friedrich Reinbacher  | 022    |
| 19   | Yannick Green         | 020    |
|      | Jean Marc Kipfer      | 020    |
| 21   | Pierre André Delansay | 018    |

### Speed Downhill Junior
| Datum      | Austragungsort    | Sieger                  | Zweiter            | Dritter                 |
| ---------- | ----------------- | ----------------------- | ------------------ | ----------------------- |
| 26.02.2012 | Grandvalira       | Erik Backlund           | Emmeric Mabit      | Robin Portal            |
| 09.03.2012 | Sun Peaks Resort  | Wettkampf abgesagt      | Wettkampf abgesagt | Wettkampf abgesagt      |
| 10.03.2012 | Sun Peaks Resort  | Wettkampf abgesagt      | Wettkampf abgesagt | Wettkampf abgesagt      |
| 15.03.2012 | Vars              | Erik Backlund           | Emmeric Mabit      | Charles Edouard Queyras |
| 22.03.2012 | Hundfjället/Sälen | Emmeric Mabit           | Erik Backlund      | Olof Fernqvist          |
| 25.03.2012 | Idre              | Erik Backlund           | Emmeric Mabit      | Karl Fernqvist          |
| 19.04.2012 | Verbier           | Charles Edouard Queyras | Erik Backlund      | Robin Portal            |

### Wertung
| Rang | Name                    | Punkte |
| ---- | ----------------------- | ------ |
| 01   | Erik Backlund           | 0460   |
| 02   | Emmeric Mabit           | 0390   |
| 03   | Robin Portal            | 0170   |
| 04   | Charles Edouard Queyras | 0160   |
| 05   | Gustav Matslofva        | 0116   |
| 06   | Karl Fernqvist          | 0110   |

| Rang | Name           | Punkte |
| ---- | -------------- | ------ |
|      | Olof Fernqvist | 0110   |
| 08   | Truls Norell   | 090    |
| 09   | Melvin Tessore | 077    |
| 10   | Mans Norell    | 072    |
| 11   | Armin Stangl   | 069    |
| 12   | Marc Navarro   | 050    |

| Rang | Name                 | Punkte |
| ---- | -------------------- | ------ |
| 13   | Nicolas Lopez Davina | 045    |
|      | Stefano Zancardi     | 045    |
| 15   | Miquel Garcia Cobos  | 040    |
|      | Matteo Viana         | 040    |
| 17   | Marc Berges Marti    | 036    |
| 18   | Alessio Scilligo     | 026    |

## Ergebnisse Damen

### Speed 1
| Datum      | Austragungsort    | Sieger             | Zweiter                | Dritter                |
| ---------- | ----------------- | ------------------ | ---------------------- | ---------------------- |
| 26.02.2012 | Grandvalira       | Sanna Tidstrand    | Linda Baginski         | Karine Dubouchet Revol |
| 09.03.2012 | Sun Peaks Resort  | Wettkampf abgesagt | Wettkampf abgesagt     | Wettkampf abgesagt     |
| 10.03.2012 | Sun Peaks Resort  | Wettkampf abgesagt | Wettkampf abgesagt     | Wettkampf abgesagt     |
| 15.03.2012 | Vars              | Sanna Tidstrand    | Karine Dubouchet Revol | Liss-Anne Pettersen    |
| 22.03.2012 | Hundfjället/Sälen | Jennifer Romano    | Karine Dubouchet Revol | Sanna Tidstrand        |
| 25.03.2012 | Idre              | Sanna Tidstrand    | Liss-Anne Pettersen    | Karine Dubouchet Revol |
| 19.04.2012 | Verbier           | Sanna Tidstrand    | Liss-Anne Pettersen    | Tracie Sachs           |

### Wertung
| Rang | Name                   | Punkte |
| ---- | ---------------------- | ------ |
| 01   | Sanna Tidstrand        | 0460   |
| 02   | Karine Dubouchet Revol | 0330   |
| 03   | Liss-Anne Pettersen    | 0270   |
| 04   | Linda Baginski         | 0255   |

| Rang | Name              | Punkte |
| ---- | ----------------- | ------ |
| 05   | Jennifer Romano   | 0231   |
| 06   | Lisa Hovland-Udén | 0130   |
| 07   | Tracie Sachs      | 0100   |
| 08   | Hanna Matslofva   | 032    |

### Speed Downhill
| Datum      | Austragungsort    | Sieger             | Zweiter            | Dritter            |
| ---------- | ----------------- | ------------------ | ------------------ | ------------------ |
| 26.02.2012 | Grandvalira       | Valentina Greggio  | Celia Martinez     | −                  |
| 09.03.2012 | Sun Peaks Resort  | Wettkampf abgesagt | Wettkampf abgesagt | Wettkampf abgesagt |
| 10.03.2012 | Sun Peaks Resort  | Wettkampf abgesagt | Wettkampf abgesagt | Wettkampf abgesagt |
| 15.03.2012 | Vars              | Valentina Greggio  | Celia Martinez     | −                  |
| 22.03.2012 | Hundfjället/Sälen | Valentina Greggio  | −                  | −                  |
| 25.03.2012 | Idre              | Sara Niemi         | Valentina Greggio  | −                  |
| 19.04.2012 | Verbier           | Valentina Greggio  | Celia Martinez     | −                  |

### Speed Downhill Junior
| Datum      | Austragungsort    | Sieger             | Zweiter            | Dritter            |
| ---------- | ----------------- | ------------------ | ------------------ | ------------------ |
| 26.02.2012 | Grandvalira       | Tiphaine Beaumont  | Audrey Passet      | Betty Jechoux      |
| 09.03.2012 | Sun Peaks Resort  | Wettkampf abgesagt | Wettkampf abgesagt | Wettkampf abgesagt |
| 10.03.2012 | Sun Peaks Resort  | Wettkampf abgesagt | Wettkampf abgesagt | Wettkampf abgesagt |
| 15.03.2012 | Vars              | Clea Martinez      | Britta Backlund    | Justine Theillet   |
| 22.03.2012 | Hundfjället/Sälen | Britta Backlund    | Hanna Matslofva    | −                  |
| 25.03.2012 | Idre              | Britta Backlund    | Hanna Matslofva    | −                  |
| 19.04.2012 | Verbier           | Britta Backlund    | Justine Theillet   | Betty Jechoux      |

### Wertungen
| Rang | Name              | Punkte |
| ---- | ----------------- | ------ |
| 01   | Britta Backlund   | 0230   |
| 02   | Clea Martinez     | 0200   |
| 03   | Tiphaine Beaumont | 0145   |
| 04   | Justine Theillet  | 0140   |

| Rang | Name              | Punkte |
| ---- | ----------------- | ------ |
| 05   | Audrey Passet     | 0120   |
|      | Betty Jechoux     | 0120   |
| 07   | Lou Esteban Orain | 086    |
| 08   | Hanna Matslofva   | 045    |

| Rang | Name                   | Punkte |
| ---- | ---------------------- | ------ |
| 09   | Morane Theillet        | 040    |
|      | Maria Lluelles Sanchez | 040    |
| 11   | Julia Viladomat Erola  | 036    |
| 12   | Manon Sultan           | 032    |